# Jacques-Joseph Ebelmen
Jacques-Joseph Ebelmen, né à Baume-les-Dames (Doubs) le 10 juillet 1814 et mort à Sèvres (Hauts-de-Seine) le 31 mars 1852, est un ingénieur des mines et chimiste français.

## Biographie
Ancien élève de l'École polytechnique de la promotion 1831 (X 1831) et de l'École des mines de Paris en 1833, école d'application dont il sort major de promotion en 1836, cet ingénieur franc-comtois est d'abord nommé à Vesoul. Mais il est rappelé à l'école des mines par Pierre Berthier et devient en 1840 professeur adjoint à la chaire de docimasie occupée par ce dernier. Il est nommé la même année secrétaire-adjoint de la commission des Annales des Mines, revue scientifique de l'école. L'enseignant-chercheur est aussi répétiteur de chimie à l'École polytechnique en 1841 alors que l'ingénieur devient administrateur-adjoint de la manufacture de porcelaine de Sèvres en 1845.
En 1845, Ebelmen est nommé professeur titulaire de docimasie à l'école des mines. Ingénieur de première classe, il connait une ascension remarquable par son apport de chercheur spécialiste en céramique, obtenant en particulier des combinaisons cristallines par voie sèche. Nommé directeur de la manufacture de Sèvres en 1847, il y apporte un progrès remarquable au niveau de cet art et industrie : c'est la porte ouverte à l'imitation parfaite des pierres précieuses : spinelle, émeraude, péridot, corindon. Il contribue aussi avec ses équipes de la manufacture de Sèvres à mettre au point des procédés de coulage perfectionné et économique, la houille remplaçant le bois pour la cuisson des pâtes.
En 1852, il est nommé ingénieur en chef des mines. Il meurt prématurément peu de temps après l'obtention de cette charge.

## Travaux techniques et scientifiques
Ses principaux travaux portent sur :
- les réactions dans les foyers métallurgiques : recherches sur la composition des gaz de hauts fourneaux, la théorie de la carbonisation ou la réduction des minerais de fer,
- l'altération lente des minéraux et des roches dans la nature,
- la production artificielle de cristaux ou minéraux cristallisés. Il découvre en 1847 une méthode de synthèse d'une grande simplicité pour obtenir "des combinaisons cristallisées par la voie sèche", méthode qu'il applique de 1847 à 1848 à la reproduction des espèces minérales pour obtenir artificiellement plusieurs pierres précieuses aux cristaux de taille millimétrique : le spinelle, l'émeraude, le péridot, le corindon.

Dès 1845, il formule l’idée que les variations du CO2 atmosphérique peuvent induire des modifications de température à la surface de la Terre,. Voici un extrait de son travail Sur les produits de la décomposition des espèces minérales de la famille des silicates, datant de 1845 :
"(...) aux anciennes époques géologiques l’atmosphère était plus dense et plus riche en acide carbonique, et peut-être en oxygène, qu’à l’époque actuelle. À une plus grande pesanteur de l’enveloppe gazeuse devaient correspondre une plus forte condensation de la chaleur solaire, et des phénomènes atmosphériques d’une bien plus grande intensité. Les variations dans la nature de l’air ont été sans doute constamment en rapport avec les êtres organisés qui vivaient à chacune des époques."

## Hommages
Son nom est inscrit sur la tour Eiffel et en 1885 la rue Ebelmen dans le 12e arrondissement de Paris prend son nom.

## Source
Cet article comprend des extraits du Dictionnaire Bouillet. Il est possible de supprimer cette indication, si le texte reflète le savoir actuel sur ce thème, si les sources sont citées, s'il satisfait aux exigences linguistiques actuelles et s'il ne contient pas de propos qui vont à l'encontre des règles de neutralité de Wikipédia.